# Bewerbach
Der Bewerbach [ˈbeːvɐˌbaχ] ist ein gut zwölf Kilometer langer löss-lehmgeprägter Tieflandbach auf dem Gebiet der kreisfreien Stadt Hamm in Nordrhein-Westfalen und ein westlicher und linker Zufluss des Salzbachs.

## Geographie

### Verlauf
Der Bewerbach entspringt auf einer Höhe von etwa 94 m ü. NHN in der Flur Im Sudbrauk in einem Feld bei der zum Hammer Ortsteil Osterflierich gehörenden Siedlung Opsen.
Der Bach fließt zunächst in nordöstlicher Richtung, unterquert dann die B 63 und durchfließt danach in südlicher Richtung das rund 95,72 ha große Naturschutzgebiet Oberer Bewerbach. Danach ändert er seine Fließrichtung wieder in nordöstlich und durchfließt das rund 58,16 ha große Naturschutzgebiet Unterer Bewerbach.
Der Bewerbach mündet schließlich südöstlich von Süddinker auf einer Höhe von etwa 65 m ü. NHN von links in den Salzbach.
Der 11,247 km lange Lauf des Bewerbachs endet ungefähr 29 Höhenmeter unterhalb seiner Quelle, er hat somit ein mittleres Sohlgefälle von etwa 2,6 ‰.

### Einzugsgebiet
Das 19,037 km² große Einzugsgebiet des Bewerbachs liegt im Kamener Hügelland und wird durch ihn über den Salzbach, die Ahse, die Lippe, und den Rhein in die Nordsee entwässert.
Das Einzugsgebiet wird von landwirtschaftlichen Nutzflächen dominiert.

### Zuflüsse
- Katzenbach (links), 1,5 km
- Seseke (links), 2,1 km
- Kuhlbach (rechts), 3,0 km
- Echeltenbach (rechts), 0,6 km[3]
- Pendelbach (links), 2,1 km
- Wambelner Grenzgraben (links), 1,6 km